# 숙시닐콜린
숙시닐콜린, 또는 석시닐콜린(Succinylcholine)은 전신 마취의 일부로서 단기적인 마비를 일으키는 데 사용되는 약물이다. 석사메토니움(Suxamethonium) 또는 염화석사메토니움(Suxamethonium chloride)으로도 불린다. 또한, 기관 삽관이나 전기 경련 요법을 돕기 위해 사용되기도 한다. 숙시닐콜린은 정맥이나 근육에 주사하여 투여할 수 있다. 정맥주사 시 작용하기까지 걸리는 시간은 일반적으로 1분 이내이며 효과는 최대 10분 동안 지속된다.
일반적인 부작용으로는 저혈압, 타액 분비 증가, 근육통, 발진 등이 있다. 심각한 부작용에는 악성 고열 및 알레르기 반응이 포함된다. 혈중 칼륨 농도가 높거나 근병증이 있는 사람들에게는 권장하지 않는다. 임신 중 사용은 아기에게 안전한지에 대한 의학적 처방이 선행되어야 한다. 석사메토니움(Suxamethonium)은 약물의 신경근 차단제 계열에 속하며 탈분극 유형의 근육 이완제이다. 골격근의 시냅스에서 아세틸콜린의 작용을 차단함으로써 작용한다.
석사메토니움(Suxamethonium)은 1906년부터 알려지기 시작하였으며 1951년에 의료용으로 사용되었다. WHO 필수 의약품 목록은 필수적이고 효과적인 의약품으로 숙시닐콜린을 포함하고 있다. 석사메토니움(Suxamethonium)은 일반 의약품에 속한다.  

## 같이 보기
- 신경전달물질